# Онкодерматология
Онкодерматология — раздел медицины, возникший и развивающийся на стыке онкологии и дерматологии и занимающийся изучением доброкачественных и злокачественных опухолей кожи и видимых слизистых оболочек, их этиологии и патогенеза, методов их профилактики, диагностики и лечения (хирургического, лучевого, химиотерапевтического и фотодинамического).
К предмету ведения онкодерматологии относятся рак кожи (в том числе базалиома, меланома), рак губы.